# 私のハートはストップモーション
『私のハートはストップモーション』（わたしのハートはストップモーション）は、桑江知子のデビュー・シングルである。1979年1月25日発売。レコード発売元はSMS Records。同年春のポーラ化粧品・CMソングに採用された。
本項では、2013年にデビュー35周年を記念してリリースされたセルフカバー・シングル『私のハートはストップモーション Bossa Nova ver.』についても記述する。

## 解説
同デビュー曲はオリコンチャートにおいて週間最高12位、14.8万枚のセールスを記録、桑江自身最大のヒット曲となった。
TBSテレビ「ザ・ベストテン」では10位以内のランクインはならなかったが、1979年3月29日に「今週のスポットライト」で同番組へ唯一の出演を果たした。
同年12月31日にTBSテレビで放映された「第21回日本レコード大賞」では、倉田まり子（「HOW! ワンダフル」）や竹内まりや（「SEPTEMBER」）などの有力新人歌手を抑え、最優秀新人賞を獲得した。

### 受賞歴
出典：公式サイト「プロフィール」
- 第21回日本レコード大賞 最優秀新人賞
- 第12回全日本有線放送大賞 新人賞
- 第12回日本有線大賞 新人賞
- 第6回FNS歌謡祭グランプリ 優秀新人賞
- 第12回新宿音楽祭 金賞

## 収録曲
1. 私のハートはストップモーション
  - 作詞：竜真知子、作曲：都倉俊一、編曲：萩田光雄
2. たずねびと
  - 作詞：竜真知子、作曲：都倉俊一、編曲：萩田光雄

## 収録アルバム
スタジオアルバム
- 『Born Free（野性に生まれて）』（SMS / 1979年6月1日発売）

ベストアルバム
- 『MYこれ!クション 桑江知子 best』（ポニーキャニオン / 2002年3月20日発売）
- 『桑江知子 ベストセレクション 私のハートはストップモーション』（渡辺音楽出版 / 2004年発売）
- 『ゴールデン☆ベスト 桑江知子』（ビクターエンタテインメント / 2009年1月21日発売）
- 『桑江知子 スーパー・ベスト』（渡辺音楽出版 / 2010年10月8日発売）

## 私のハートはストップモーション Bossa Nova ver.
「私のハートはストップモーション Bossa Nova ver.」は、桑江知子の12枚目のシングルである。メジャーシーンから離れていた桑江が、メジャーレーベルからの再デビュー・シングルとしてセルフカバーしたリアレンジバージョン。2013年11月20日発売。レコード発売元はテイチクエンタテインメント。

### 収録曲
1. 私のハートはストップモーション Bossa Nova ver.
  - 作詞：竜真知子、作曲：都倉俊一、編曲：萩田光雄
2. 君想う夏
  - 作詞・作曲：桑江知子、編曲：萩田光雄